# Högantorps kvarn

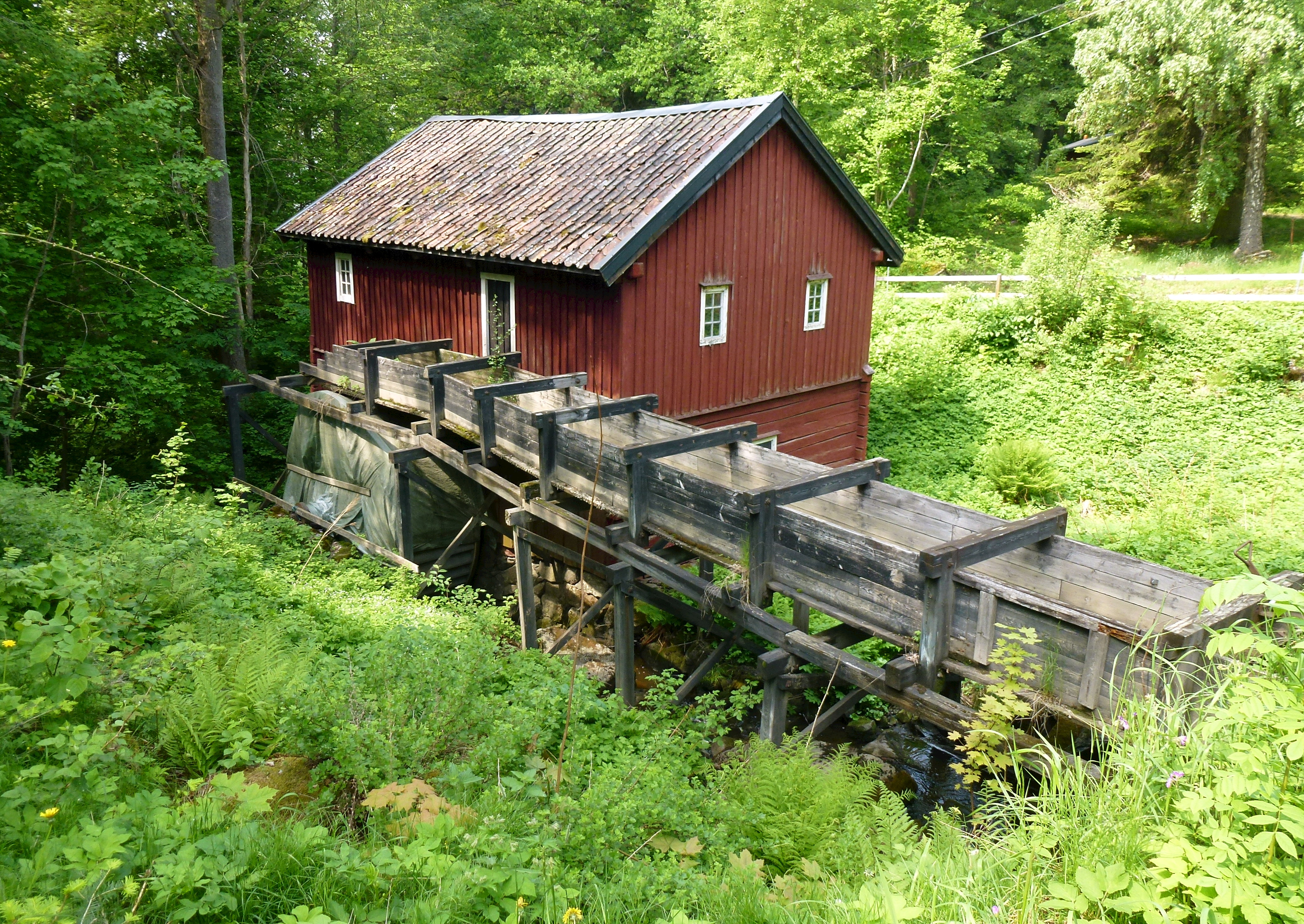
Högantorps vattenkvarn i juni 2013.

Högantorps kvarn är en vattenkvarn i närheten av Högantorps gård belägen vid Mälaren i Salems kommuns nordvästra del. Kvarnen restaurerades 1974 till funktionsdugligt skick och är idag den enda som återstår av Salems en gång så talrika vattenkvarnar.

## Historik
Redan under 1600-talet fanns en skvaltkvarn strax söder om Högantorps gård. På Högantorps geometriska avmätning från 1706 framgår att den låg på samma plats som dagens vattenkvarn, men var då dokumenterad som "en förfallen kvarn". Dagens kvarn uppfördes vid 1800-talets början. Byggnaden mäter 10 x 8 meter, nedre våningen är uppförd av rödmålat liggtimmer och den övre av stående, rödmålad locklistpanel. Taket är ett sadeltak, täckt med takpannor. Kvarnen drivs av ett överfallshjul d.v.s. vattnet leds uppifrån över hjulet. Vattenhjulet har en diameter av fyra meter och är utrustat med 50 skovlar. 
Malverket består av två stenpar som har en diameter på 148 centimeter vardera. Det vänstra stenparet användes för malning av fodersäd och det högra fick mala finare mjöl. Enligt en förteckning över kvarnar från 1826 var den i drift under vår och höst. Till mer räckte inte vattnet. Anläggningen togs ur drift år 1910. En uttjänt kvarnsten ligger strax norr om byggnaden. Kvarnen restaurerades 1974 genom Stockholms stads initiativ och är idag den enda som återstår av Salems en gång så talrika vattenkvarnar. Ett halvt vattenhjul återkommer som motiv och utsmyckning på gavlarna till Högantorps stora lada.

## Bilder

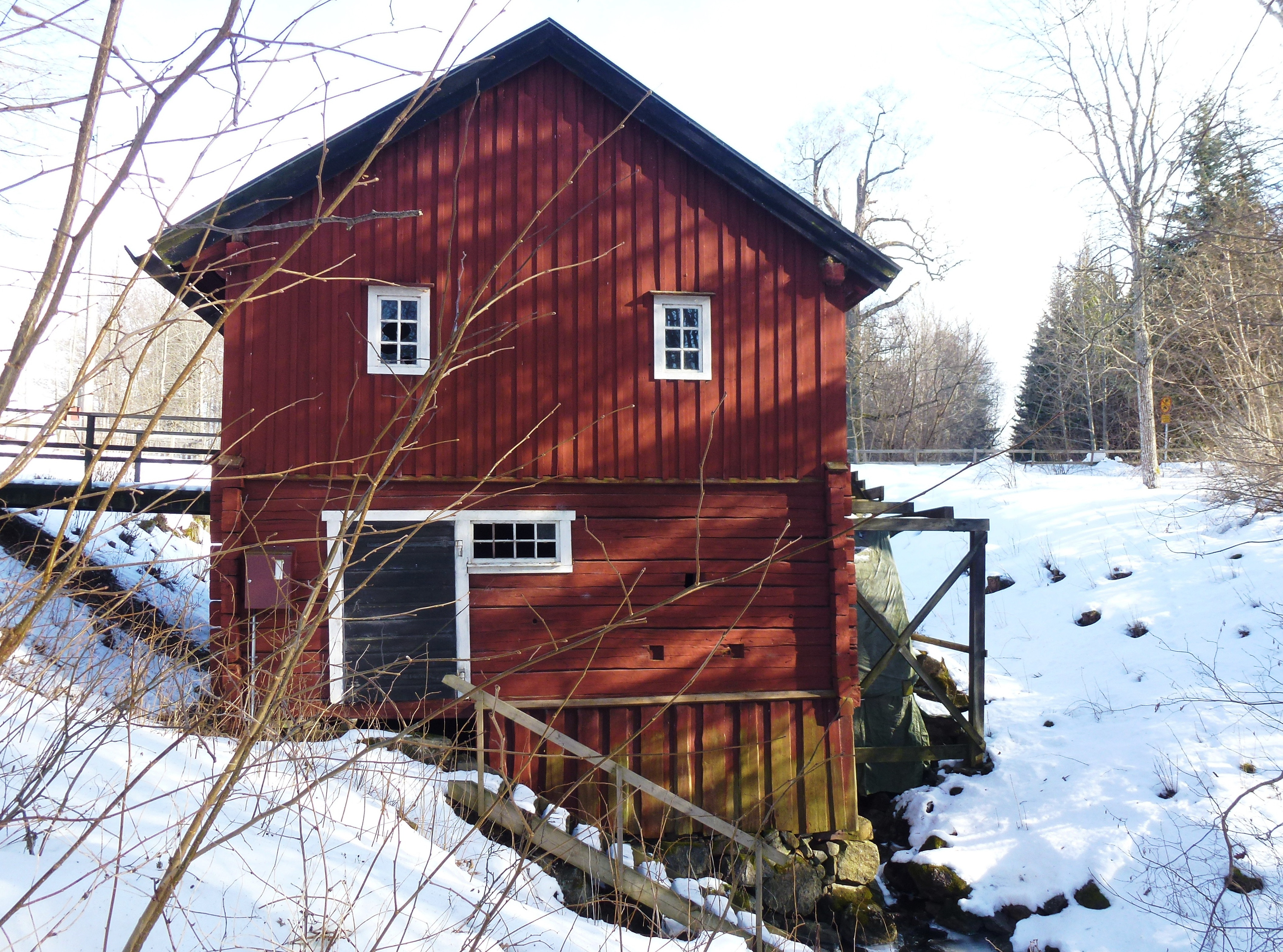
Högantorps vattenkvarn i mars 2013
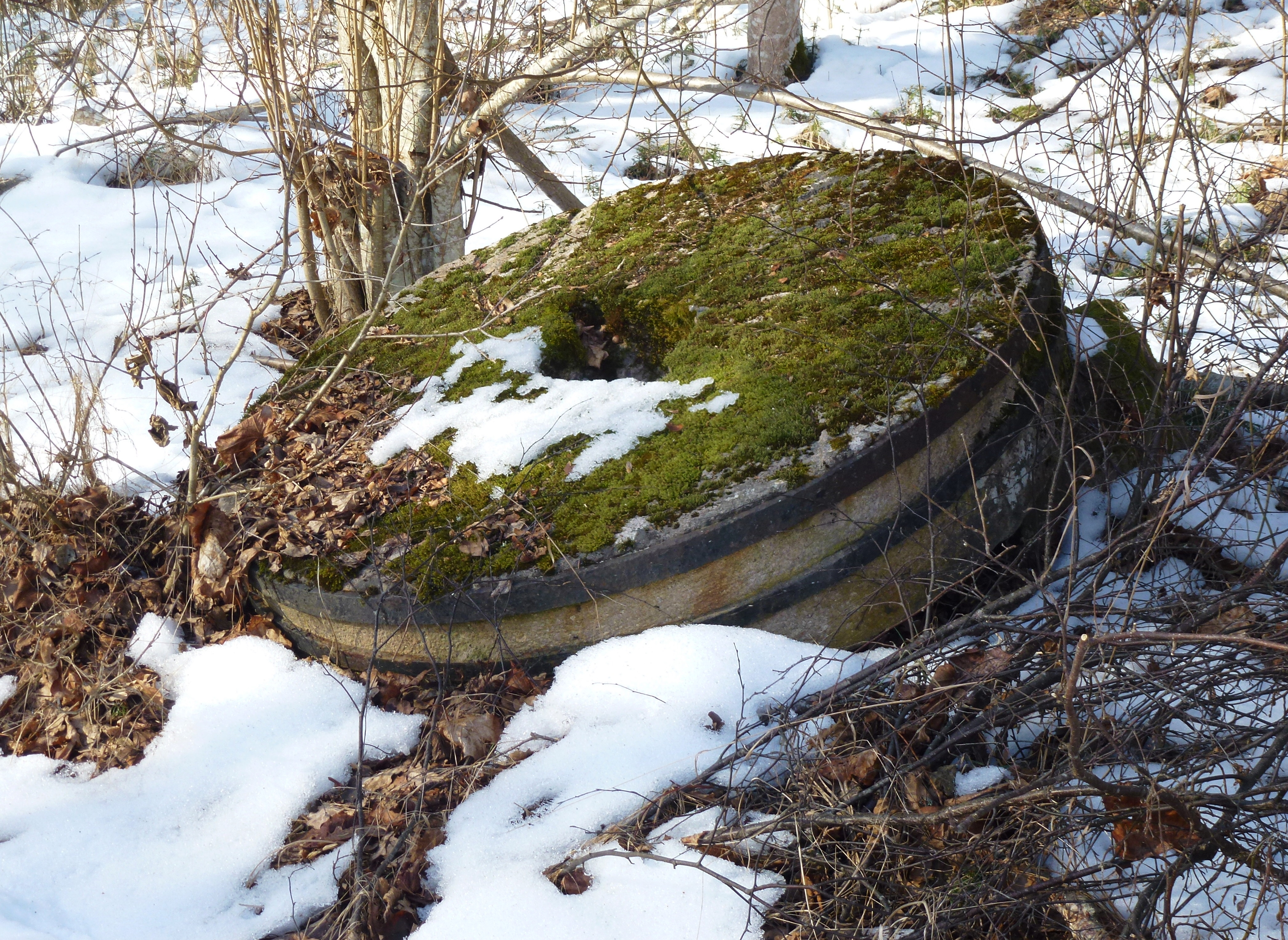
En uttjänt kvarnsten
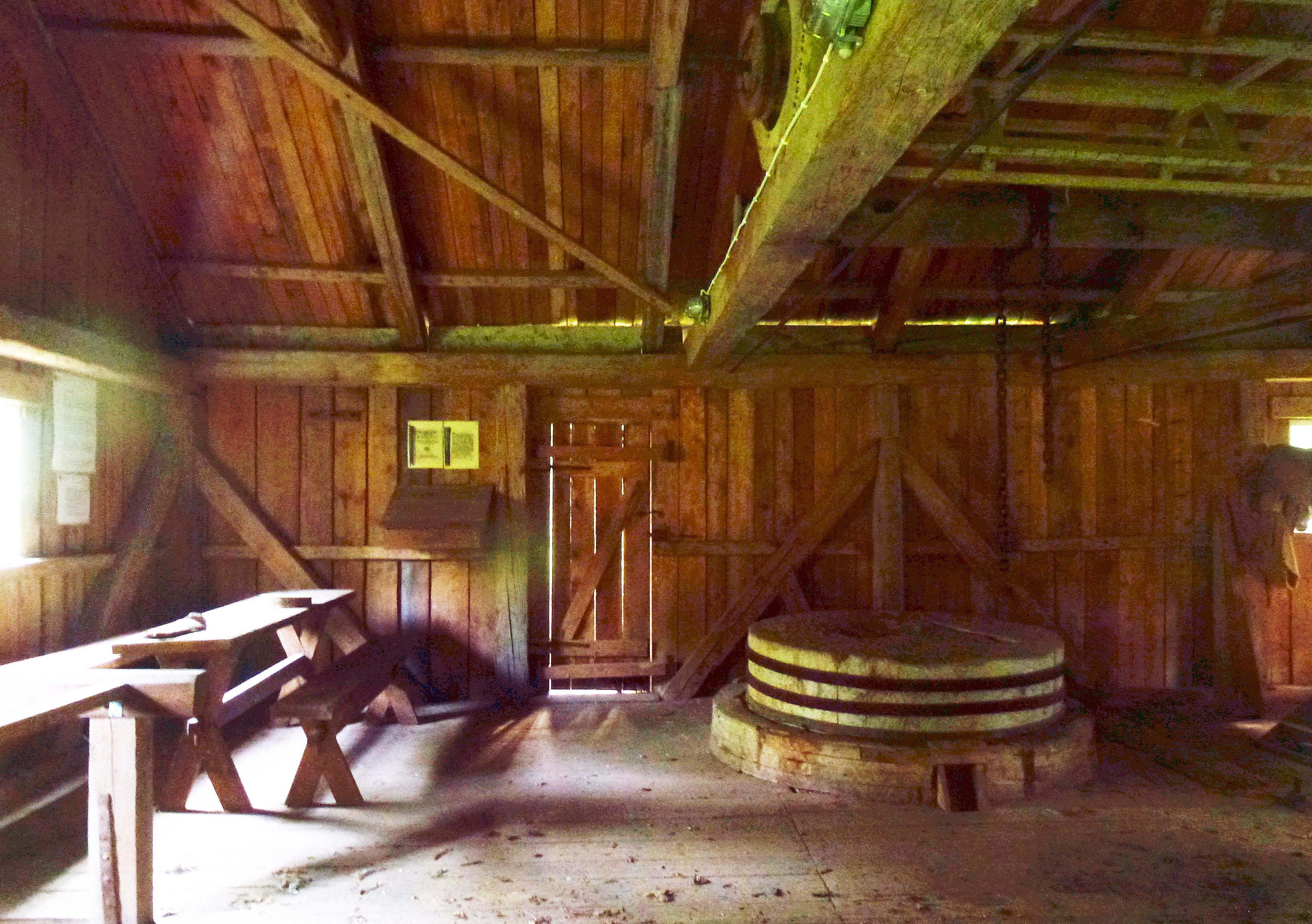
Interiör
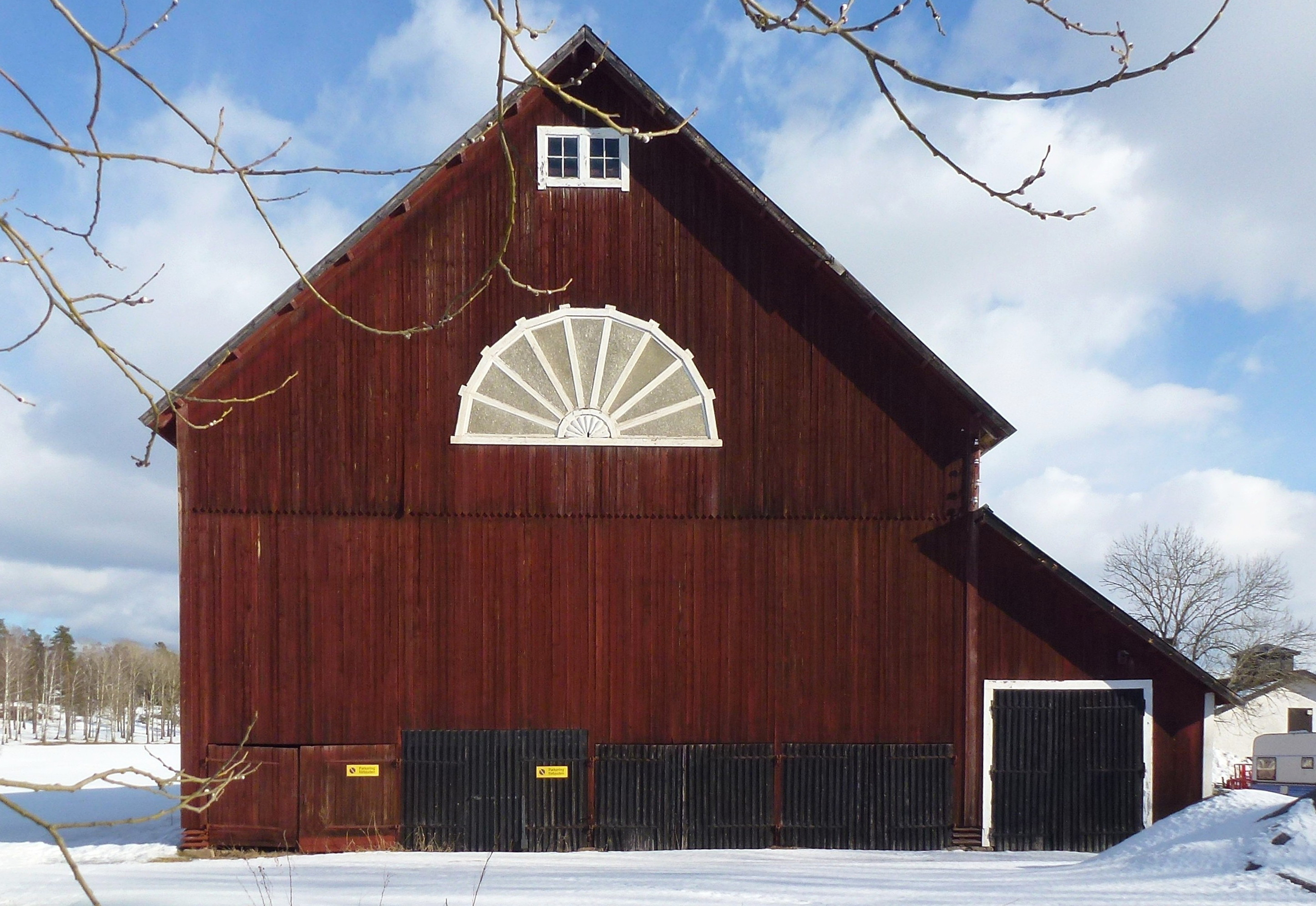
Ett halvt vattenhjul som motiv på gårdens stora lada